# Пастушок гальмаберський
Пастушок гальмаберський (Habroptila wallacii) — вид журавлеподібних птахів родини пастушкових (Rallidae). Ендемік Індонезії.

## Поширення
Вид поширений на острові Хальмахера. Живе лише у найвіддаленіших і густих болотистих лісах сагової пальми та водно-болотних угідь острова, віддаючи перевагу місцевостям, де болота перемежовуються лісами та галявинами.

## Опис
Великий нелітаючий пастушок завдовжки 33–40 см. Обидві статі мають подібне забарвлення, темно-сланцево-сіре, з темно-коричневим оперенням крил і хвоста; навколо очей є ділянка голої червоної шкіри; дзьоб і ноги, досить довгі, червонувато-помаранчевого кольору. Нижні частини тіла трохи світліші.